# Adolfo Assor
Adolfo Assor (* 1945 in Valdivia, Chile) ist freiberuflicher Schauspieler, Theaterleiter, Filmregisseur und Bühnenbildner. Er betreibt seinen eigenen kleinen Bühnenbetrieb in Berlin-Kreuzberg, das Garn-Theater und arbeitet darüber hinaus in anderen Theatern und mittlerweile über 22 Filmen als Darsteller, außerdem Synchronsprecher und Dramaturg.

## Leben
Assor fing zunächst ein Ingenieurstudium an, machte dann jedoch von 1971 bis 1974 ein Schauspielstudium an der Universidad de Chile in Santiago de Chile. Die folgenden zwanzig Jahre gehörten dem Schauspielersein auf Tourneen durch Chiles Städte und Dörfer und durch mehrere südamerikanische Länder. Zunächst spielte er in etlichen zum Teil von ihm mitgegründeten Theatergruppen, die letzten acht Jahre weitgehend in Solo-Projekten.
Im Februar 1986 kam er als Gast des Internationalen Theaterinstituts und des Goethe-Instituts für drei Monate nach Deutschland. Dann entschloss er sich zum Bleiben, als er am Staatstheater Kassel in einer Hospitanz als Regieassistent einsteigen konnte und auf Dauer hätte bleiben können.
Für seine Darstellungen in dem Ostberliner DEFA-Fernsehfilm Melanios letzte Liebe mit Rolf Hoppe bekam Assor eine Gage, von der er viel in sein eigenes Theater investierte. Die erste Spielstätte war eine von ihm umgebaute ehemalige Änderungsschneiderei in Neukölln, daher der ironische Name Garn-Theater, ein Zimmertheater. Als er nach zwei Jahren auszog, folgte eine Zeit fliegender Wechsel der Spielstätten und eine mehrmonatige Spanien-Tournee. Danach fing er neu an mit dem Aufbau seines Theaters im Gewölbekeller in der Katzbachstr. 19.

## Filmografie
- 1988: Melanios letzte Liebe (Fernsehfilm; Regie: Edgar Kaufmann)
- 1990: Heimsuchung (Fernsehfilm; Regie: Edgar Kaufmann)
- 1997: Frost (Regie: Fred Kelemen)
- 1998: Liebe deine Nächste! (Regie: Detlev Buck)
- 1999: Abendland (Regie: Fred Kelemen)
- 1999: Sin Ti (Kurzfilm; Regie: Alejandra Carmona)
- 2002: Ich lass mich scheiden (Fernsehserie, Folge 1x11; Regie: Wolfram Hundhammer)
- 2002: Ultima Thule (Kurzfilm; Regie: Holger Mandel)
- 2004: Die Strafe Gottes – Eine schlimme Geschichte (Kurzfilm; Regie: Louis Zoller)
- 2004: Lammfromm (Kurzfilm; Regie: Hanno Olderdissen)
- 2005: Abschnitt 40 (Fernsehserie, Folge 3x05; Regie: Florian Kern)
- 2007: Vollidiot (Regie: Tobi Baumann)
- 2007: R. I. S. – Die Sprache der Toten (Fernsehserie, Folge 1x08; Regie: Winfried Bonengel)
- 2007: Louis Elefantenherz (Kurzfilm; Regie: Julia Ziesche)
- 2008: Malter (Kurzfilm; Regie: Dániel Béres)
- 2008: König Drosselbart (2008) (Märchenfilm)
- 2008: Das Geheimnis im Wald (Fernsehfilm; Regie: Peter Keglevic)
- 2008: Und Jimmy ging zum Regenbogen (Fernsehfilm; Regie: Carlo Rola)
- 2009: Try a Little Tenderness (Kurzfilm; Regie: Benjamin Teske)
- 2009: Faust. Der Tragödie erster Teil (Regie: Ingo J. Biermann)
- 2009: Captain Berlin versus Hitler (Regie: Jörg Buttgereit)
- 2009: Hinter blinden Fenstern (Fernsehfilm; Rgeie: Matti Geschonneck)
- 2009: Tatort: Platt gemacht (Fernsehfilm; Regie: Buddy Giovinazzo)
- 2009: Nachtschicht – Wir sind die Polizei (Fernsehfilm; Regie: Lars Becker)
- 2009: No Foto! (Kurzfilm; Regie: Andreas Scheffer)
- 2010: Zeiten ändern dich (Regie: Uli Edel)
- 2010: Elf Onkel (Regie: Herbert Fritsch)
- 2010: Der Albaner (Regie: Johannes Naber)
- 2010: Der letzte Eremit (Kurzfilm; Regie: Juliane Blothner)
- 2010: Coke and Tarts (Kurzfilm; Regie: Lukas Dominik, Dominik Lukas)
- 2011: Nachtbus (Kurzfilm; Regie: Benjamin Teske)
- 2011: Urban Explorer (Regie: Andy Fetscher)
- 2011: Zum letzten Mal (Kurzfilm; Regie: Achmad Ubaidillah)
- 2011: Huhn mit Pflaumen (Regie: Marjane Satrapi, Vincent Paronnaud)
- 2011: Comfort Zone (Kurzfilm; Regie: Matthias Lintner)
- 2013: Die Pfefferkörner (Fernsehserie, Folge 10x12; Regie: Andrea Katzenberger)
- 2013: Die goldene Gans (Regie: Carsten Fiebeler)
- 2014: Die Kunst des Verlierens (Kurzfilm; Regie: David Voss)
- 2015: Victoria (Regie: Sebastian Schipper)
- 2015: Zwei Esel auf Sardinien (Fernsehfilm; Rgeie: Xaver Schwarzenberger)
- 2015: Kommissar Marthaler – Engel des Todes (Fernsehfilm; Regie: Lancelot von Naso)
- 2015: Herr Lenz reist in den Frühling (Fernsehfilm; Regie: Andreas Kleinert)
- 2015: Ich bin dann mal weg (Regie: Julia von Heinz)
- 2015: Die Prinzipien von Serendip (Kurzfilm; Regie: Giacomo Mieli, Paolo Menabò)
- 2017: Zorn – Kalter Rauch (Krimireihe, Epis. 5, Regie: Andreas Herzog)
- 2019: Ein Sommer in Salamanca (Fernsehfilm; Regie: Michael Keusch)
- 2019: SOKO Potsdam (Fernsehserie, Folge 2x07: Ermittlungen im Dreivierteltakt; Regie: Lea Becker)
- 2022: Die Känguru-Verschwörung
- 2024: Mandat für Mai (Fernsehserie; Regie: Eva Wolf)
- 2024: Sterben für Beginner (Fernsehfilm)